# おじさんと小娘
おじさんと小娘（おじさんとこむすめ）は、日本の2人組音楽ユニット、インフルエンサー。

## 概要
元々は別々にソロ活動をしていた配信者のみっちーとmanaが、わずかな期間「INUHA」というユニット名でデュオを組むが、2022年5月27日より「おじさんと小娘」としての活動を開始。通称「おじこむ」。人よりちょっぴり体の大きい“おじさん”役のみっちーと、みっちーにだけちょっぴり生意気な“小娘”役のmanaが繰り広げる、軽妙でほっこりするやり取りがTikTokで話題となる。2025年4月時点のTikTokのフォロワーは15万人を突破、約228万いいねを超える。現在はTikTokのほか、YouTube、Instagram、Xなど各種SNSでも活動中。
ライブ配信や動画ではコミカルなトークが持ち味だが、みっちーが作曲、manaが作詞を担当する音楽活動ではポップでキャッチーな曲調から落ち着いた雰囲気の楽曲まで多ジャンルのテイストを巧みに取り込んだ本格的な曲作りを特徴とする。ライブ活動にも積極的で、路上ライブで経験を重ね、2023年1月には1stワンマンライブを開催。同年4月に2nd、2024年7月に3rdのワンマンライブを経て、2025年4月28日にはZepp Shinjukuにてワンマンライブ「おじこむ戦隊！Zepp揺らすンジャー」を開催。
2023年12月にはファーストデジタルシングル「こけけけ／シャッターアイランド」を大手音楽配信サイトでリリース。2024年に4曲、2025年には3曲のデジタルシングルを立て続けに発表し、2025年3月28日には1stフルアルバム「NEBOTTA」をリリースした。
オフィシャルファンクラブは「親戚の寄合」、ファンネームは「親戚」。

## 略歴

### 2022年
- 5月27日：おじさんと小娘として活動開始&TikTok開設
- 10月15日：公式YouTubeチャンネル開設

### 2023年
- 1月9日：1stワンマンライブ「はじまりはじまり」開催
- 3月7日：YES-fm「STREAM LIVE BREAKERS」にて初ラジオ出演
- 4月30日：2ndワンマンライブ「デュアル・オーロラ・オジコム」開催
- 5月27日：オフィシャルファンクラブ開設
- 6月12日：ファンクラブ限定コンテンツ「オジコムRADIO」配信開始
- 12月4日：FM NACK5「Smile SUMMIT」に出演。12月11日から同番組隔週コーナー『マイタウン presents 歌ってみTOWN』にて初ラジオレギュラー出演
- 12月25日：1stシングル「こけけけ／シャッターアイランド[5]」リリース&MV公開

### 2024年
- 1月21日：おじさんと小娘3rdワンマンライブ「デュアル・オジコム・パワー」開催
- 3月5日：「鈴凛」MV公開
- 3月6日：2ndシングル「鈴凛[6]」リリース
- 5月14日：公式YouTubeチャンネルにて「初めてのYouTube LIVE」実施
- 5月16日：公式YouTubeチャンネルにて「新曲“春風“リリース直前！おじさんと小娘のYouTube LIVE」実施
- 5月18日：3rdシングル「春風[7]」リリース&リリックビデオ公開
- 6月16日：JTBバスツアー開催
- 7月21日：3rdワンマンライブ「デュアル・オジコム・パワー」Blu-rayファンクラブ限定販売開始
- 9月1日：三軒茶屋Grapefruit Moonにておじさんと小娘「親戚限定ワンマンライブ」開催し、Zepp Shinjukuでのワンマンライブの開催をファンクラブのみに発表
- 9月28日：4thシングル「セナカナカセ[8]」リリース
- 10月29日：公式YouTubeチャンネルにて「オジコムがなんかやる（仮）重大発表があるんじゃー！」を実施し、NHK総合「レギュラー番組への道“世界うた旅”」出演、ニューシングル「青いブルー」のリリース、おじこむ初となるフルアルバムの3月リリース、クラウドファンディング初挑戦の発表が行われた。更におじさんと小娘Zepp Shinjukuワンマンライブのタイトルと開催日が発表された
- 11月2日：NHK総合にて初地上波・初海外ロケに挑戦した「レギュラー番組への道“世界うた旅”」放送
- 11月15日：クラウドファンディング「Zepp  Shinjukuで1,000人規模のワンマンライブを成功させたい」に挑戦し、初日にして目標金額を達成
- 11月28日：「青いブルー」MV公開
- 11月29日：5thシングル「青いブルー[9]」リリース

### 2025年
- 1月10日：「おじこむが本気でやる24曲メドレー中に瞬間最高視聴者数500人突破しなかったらMV破壊！24時間突っ走るんジャー！」と題し、公式YouTubeチャンネルにて24時間配信に挑戦。配信の最後に行われる24曲メドレー中に、最高同時視聴者数500人を達成しなかった場合、「セナカナカセ」MVを破壊・封印するという企画であったが、同接581人を記録し危機を回避
- 1月11日：「セナカナカセ」MV公開
- 1月15日：6thシングル「Will Be[10]」リリース
- 2月9日：7thシングル「旅牛レンジャー[11]」リリース
- 3月1日：「旅牛レンジャー[11]」MV公開
- 3月15日：8thシングル「いたい[12]」リリース
- 3月28日：1stフルアルバム「NEBOTTA[13]」リリース
- 4月28日：Zepp Shinjukuで4thワンマンライブ「おじこむ戦隊！Zepp揺らすンジャー」開催

## メンバー

### みっちー（おじさん 役）
- 生年月日：1985年1月1日
- 性別：男性
- 出身：鹿児島県日置市東市来町
- 血液型：A型
- 身長：172cm
- 体重：～127kg（常時変化）
- 首周り：51cm（常時変化）
- 足のサイズ：27cm（幅広）
- 出身高校：鹿児島商業高校
- 高校時の活動：応援部団長
- 特技：ウェイトコントロール
- 趣味：将棋、釣り、麻雀、バスケ
- 好きな食べ物：ケバブ、ベビースターぐるぐるもんじゃ（ソース味）
- 苦手な食べ物：餅、ドリアン、八角
- 好きなもの：煙草（メビウス イーシリーズ メンソール オプション パープル 5 100’sスリム、IQOSイルマ テリア オアシスパール）、革製品（Ryu）、冬
- 苦手なもの：バンジージャンプ、電気系罰ゲーム
- 好きな色：青
- 好きな服：PUNYUS、サカゼン（ただし「高い」との発言も）
- 過去の所属バンド：C.CREAM、アカルイクライ、AIR SWELL

### mana（小娘 役）
- 誕生日：12月17日
- 性別：女性
- 出身：千葉県
- 血液型：B型
- 身長：153cm
- 足のサイズ：22cm（スニーカーは24cm）
- リングサイズ：11号（薬指は9号、ピンキーリングは3～2号）
- 服のサイズ：L
- パーソナルカラー：イエベ春 or ブルベ夏
- 出身中学・高校：日出学園中学校・高等学校
- 大学時の活動：軽音楽
- 特技：水泳、ピアノ、体が柔らかい
- 趣味：ドラマ鑑賞、YouTube鑑賞、愛犬モルンの散歩
- 好きな食べ物：わかめ、カレイの煮つけ、生肉、チョコレート、ライチ、お酒（コーン茶ハイ、そば茶ハイ、カイピリーニャ）
- 苦手な食べ物：パクチー、ミョウガ、辛いもの、炭酸、ドロドロなカレー、芋焼酎
- 好きなもの：窓を開けること、車の運転、秋
- 苦手なもの：電車、夏
- 好きな色：水色
- 好きな服：ストリート系（HUFなど）、古着、JEANASIS

## 作品
楽曲一覧
| タイトル             | 収録シングル・アルバム                                        | 作詞           | 作曲     | 編曲              | 備考                                                                                              |
| -------------------- | ------------------------------------------------------------- | -------------- | -------- | ----------------- | ------------------------------------------------------------------------------------------------- |
| こけけけ             | シングル「こけけけ/シャッターアイランド」 アルバム「NEBOTTA」 | mana みっちー  | みっちー | 高野逸馬 エドケン | CD盤も販売された                                                                                  |
| シャッターアイランド | シングル「こけけけ/シャッターアイランド」                     | mana           | みっちー | 高野逸馬          | CD盤も販売（カップリング曲）                                                                      |
| 鈴凛                 | シングル「鈴凛」                                              | mana           | みっちー | Jurry             | 長野県飯島町 りんりん祭イメージソング                                                             |
| 春風                 | シングル「春風」                                              | mana           | みっちー | Jurry             |                                                                                                   |
| セナカナカセ         | シングル「セナカナカセ」 アルバム「NEBOTTA」                  | mana           | みっちー | 細見遼太郎        |                                                                                                   |
| 青いブルー           | シングル「青いブルー」 アルバム「NEBOTTA」                    | mana           | みっちー | Jurry             | ダイノジ コントライブ『青いブルー』テーマソング                                                   |
| Will Be              | シングル「Will Be」 アルバム「NEBOTTA」                       | mana みっちー  | みっちー | おじこむバンド    | 旧タイトル「Be As We Are」                                                                        |
| 旅牛レンジャー       | シングル「旅牛レンジャー」 アルバム「NEBOTTA」                | みっちー Kazma | みっちー | Jurry             | おじさんと小娘結成以前にみっちーが作詞作曲した楽曲で、みっちーソロバージョンも存在する            |
| いたい               | シングル「いたい」 アルバム「NEBOTTA」                        | mana           | みっちー | 高野逸馬          |                                                                                                   |
| nebotta!!            | アルバム「NEBOTTA」                                           | mana           | みっちー | 高野逸馬          | MBC南日本放送『てゲてゲ』エンディング曲                                                           |
| ソブライ             | アルバム「NEBOTTA」                                           | mana           | みっちー | おじこむバンド    |                                                                                                   |
| Charge UP            | アルバム「NEBOTTA」                                           | みっちー       | みっちー | 高野逸馬          |                                                                                                   |
| 1133                 | アルバム「NEBOTTA」                                           | mana みっちー  | みっちー | Jurry             | 山崎設備設計社歌                                                                                  |
| HuMp                 | アルバム「NEBOTTA」                                           | mana           | みっちー | Jurry             | ワールドスポーツフェスin調布イメージソング                                                        |
| 僕の彼女は容赦ない   | アルバム「NEBOTTA」                                           | みっちー       | みっちー | Jurry             | エレクトリック・ベースギター、アコースティックギター、エレクトリック・ギターをみっちーが担当      |
| 敬具                 | アルバム「NEBOTTA」                                           | mana           | みっちー | Jurry             | 「NEBOTTA」収録Bonus Track版のピアノをmanaが担当 MBC南日本放送『NEWS NOW』2025年6月エンディング曲 |
| 向日葵               | ファンクラブ会員限定で購入可能                                | mana みっちー  | みっちー |                   |                                                                                                   |
| 晴れ女               | 正式未発表                                                    | mana みっちー  | みっちー |                   |                                                                                                   |
| ななつぼし           | 正式未発表                                                    | mana           | みっちー |                   | 3枚目のアルバム7曲目に収録予定                                                                    |
| マイタウンのテーマ   | 正式未発表                                                    | mana           | みっちー |                   | FM NACK5『マイタウン presents 歌ってみTOWN』から誕生                                              |

シングル
| No. | リリース日     | タイトル                      |
| --- | -------------- | ----------------------------- |
| 1st | 2023年12月25日 | こけけけ/シャッターアイランド |
| 2nd | 2024年3月6日   | 鈴凛                          |
| 3rd | 2024年5月18日  | 春風                          |
| 4th | 2024年9月28日  | セナカナカセ                  |
| 5th | 2024年11月29日 | 青いブルー                    |
| 6th | 2025年1月15日  | Will Be                       |
| 7th | 2025年2月9日   | 旅牛レンジャー                |
| 8th | 2025年3月15日  | いたい                        |

アルバム
| No. | タイトル | リリース日    | 収録曲                |
| --- | -------- | ------------- | --------------------- |
| 1st | NEBOTTA  | 2025年3月28日 | 1 nebotta!!           |
| 1st | NEBOTTA  | 2025年3月28日 | 2 旅牛レンジャー      |
| 1st | NEBOTTA  | 2025年3月28日 | 3 Will Be             |
| 1st | NEBOTTA  | 2025年3月28日 | 4 ソブライ            |
| 1st | NEBOTTA  | 2025年3月28日 | 5 青いブルー          |
| 1st | NEBOTTA  | 2025年3月28日 | 6 Charge UP           |
| 1st | NEBOTTA  | 2025年3月28日 | 7 1133                |
| 1st | NEBOTTA  | 2025年3月28日 | 8 いたい              |
| 1st | NEBOTTA  | 2025年3月28日 | 9 HuMp                |
| 1st | NEBOTTA  | 2025年3月28日 | 10 こけけけ           |
| 1st | NEBOTTA  | 2025年3月28日 | 11 僕の彼女は容赦ない |
| 1st | NEBOTTA  | 2025年3月28日 | 12 セナカナカセ       |
| 1st | NEBOTTA  | 2025年3月28日 | 13 敬具(Bonus track)  |

## 出演

### YouTube
- まいにち賞レース 極せまチャンピオンシップ『駅対抗！ストリートミュージシャングランプリ』（テレビ朝日公式YouTubeチャンネル 動画はじめてみました、2024年1月26日）
- 【おじこむ】MISIA熱唱！TikTokで大バズり中！！おじさんと小娘の「アイノカタチ」にダイノジ・大谷まさかの涙！？（ダイノジ中学校【エンタメチャンネル】、2024年8月10日）
- ビンテージギターを人気TikTokerが弾いた結果…！？「おじさんと小娘」登場で急遽コラボ＆セッション！（山口和也、2024年8月10日）
- カモンフェスに出演してくれるおじさんと小娘の二人に話を聞いてみた（病気障がいラヂオ、2024年11月17日-ライブ配信）
- 【おじさんと小娘】ダイノジ30周年記念単独ライブテーマソング「青いブルー」がついに完成！！（ダイノジ中学校【エンタメチャンネル】、2024年11月27日）

### ライブ・イベント

#### 2022年
- 吉祥寺あじさい弁天まつり（2022年6月26日、栃木県足利市 吉祥寺）

#### 2023年
- 1stワンマンライブ「はじまりはじまり」（2023年1月9日、東京 六本木クラップス）
- おじさんと小娘 フリーライブ（2023年1月22日、東京新宿ラ・ジェント・ホテル）
- おじさんと小娘 フリーライブ（2023年2月25日、東京新宿ラ・ジェント・ホテル）
- Tokyo Street Live 4K × ヨコスカ町なかミュージック（2023年3月6日、オンラインライブ）
- おじこむ大会議!? ～ミニライブ兼オフ会（2023年3月26日）
- 大草城址公園 LIVE（2023年4月2日、長野県上伊那郡中川村）
- TSL4K SPECIAL FREE LIVE（2023年4月18日、東京渋谷 GRIT）
- 2ndワンマンライブ「デュアル・オーロラ・オジコム」（2023年4月30日、東京 下北沢mosaic）
- 夏フェス'23（2023年7月17日、千葉県 松戸市青少年プラザ）
- おじこむ大会議vol.2（2023年7月30日、ファンクラブ会員限定）
- りんりん祭り（2023年8月12日、長野県飯島町）
- コラボフェス（2023年8月14日、東京 新宿ReNY）
- TSL4K SPECIAL FREE LIVE（2023年8月21日、東京渋谷 GRIT）
- 蟹祭り（2023年8月26日、神奈川県横浜市 MQ上川井店）
- ZEUS SAPPORO Entertainment vol.23（2023年9月3日、北海道札幌市 ZEUS SAPPORO）
- 真・肉祭り NO MORE〜写真詐欺〜（2023年10月8日、神奈川県横浜市 臨港パークプラザ）
- ちょっとこれでプリン［舞台］（2023年10月15日、東京 池袋ゲキバ）
- おじこむ大会議vol.3（2023年11月3日、ファンクラブ会員限定）
- Zushi Sunset Fes（2023年11月19日、神奈川県逗子市 Surfers）
- おじこむ公開TikTok ライブ（2023年12月12日、東京新宿 ラ・ジェント・ホテル）
- TSL STUDIO LIVE なもなき×おじさんと小娘 2-MAN LIVE（2023年12月28日、東京中野 TSL Studio Nakano）

#### 2024年
- 3rdワンマンライブ「デュアル・オジコム・パワー」（2024年1月21日、東京渋谷 GARRET udagawa）
- おじこむ大会議vol.4（2024年3月17日、ファンクラブ会員限定）
- TikTokライブ（2024年4月12日、埼玉県 マイタウン本社）
- 勝浦東急ふれあいフェスタ（2024年5月5日、千葉県 勝浦東急サニーパーク）
- SOUND MESSE in OSAKA 2024（2024年5月11日、大阪 南港ATCホール）
- 鹿児島焼酎&ミュージックフェス（2024年5月19日、東京 渋谷サクラステージ）
- ワールドスポーツフェスin調布（2024年6月2日、東京調布 武蔵野の森総合スポーツプラザAGFフィールド）
- おじこむと巡る濃密バスツアーvol.1 〜房総編〜（2024年6月16日）
- Zushi Sunset Fes（2024年6月29日、神奈川県逗子市 Surfers）
- 公開TikTokライブ（2024年7月2日、東京新宿 ラ・ジェント・ホテル）
- 桷志田黒酢×ディナーショー（2024年7月19日、鹿児島県鹿児島市 黒酢の郷 桷志田）
- おじこむ大会議vol.5（2024年7月21日、ファンクラブ会員限定）
- りんりん祭り（2024年8月12日、長野県飯島町）
- ファンクラブ会員【親戚】限定ワンマンライブ（2024年9月1日、東京三軒茶屋 Grapefruit Moon）
- DOTEフェス（2024年10月19日、東京田園調布 多摩川土手）
- カモンフェス（2024年11月29日、東京 品川CLUB EX）[14]
- anuenue Tokyo Party（2024年12月28日、東京 国分寺リオンホール）

#### 2025年
- ご新規様限定LIVE vol.1／セナカナカセMV上映会（2025年1月4日、東京新宿 ラ・ジェント・ホテル）
- おじこむ大会議vol.6～バンドVer.～（2025年1月26日、ファンクラブ会員限定）
- 日本橋公認路上LIVE【日本橋MUSIC LIVER】（2025年1月30日、東京日本橋）[15]
- 枕崎市生涯学習フェスティバル（2025年2月9日、鹿児島県 枕崎市市民会館）
- 桷志田黒酢×ディナーショー（2025年2月10日、鹿児島鹿児島市 黒酢の郷 桷志田）
- ご新規様限定LIVE vol.2（2025年2月15日、東京新宿 ラ・ジェント・ホテル）
- おじこむ大会議vol.7～弾き語りVer.～（2025年2月23日、ファンクラブ会員限定）
- カラオケダイニングななか 流し（2025年3月10日、山形県山形市）※1万人にとにかく音楽を届けてZepp Shinjukuを1000人で揺らすンジャー‼︎プロジェクトの一環として
- LIVE SPOT M&J 流し（2025年3月11日、福島県郡山市）※1万人にとにかく音楽を届けてZepp Shinjukuを1000人で揺らすンジャー‼︎プロジェクトの一環として
- 宮井紀行 全国弾き語りLIVE TOUR 2025 “ルーキー” オープニングアクト（2025年3月15日、東京六本木 ライブハウス新世界）※1万人にとにかく音楽を届けてZepp Shinjukuを1000人で揺らすンジャー‼︎プロジェクトの一環として
- ご新規様限定LIVE vol.3（2025年3月16日、東京新宿 ラ・ジェント・ホテル）
- 海ピアノとおじさんと小娘のライブ with エドケン（2025年3月20日、千葉県木更津市 海ほたるパーキングエリア）
- 名古屋candy 1日ママ（2025年3月21日、愛知県 名古屋Candy）※1万人にとにかく音楽を届けてZepp Shinjukuを1000人で揺らすンジャー‼︎プロジェクトの一環として
- ご新規様限定LIVE vol.4 in 大阪（2025年3月23日、大阪心斎橋 music de BAL FUNDELI）
- 居酒屋スペシャルライブ（2025年3月27日、千葉県南房総市 居酒屋 わが家／みっちーのみ）※1万人にとにかく音楽を届けてZepp Shinjukuを1000人で揺らすンジャー‼︎プロジェクトの一環として
- 全国都市緑化かわさきフェア メインガーデンパフォーマンス nico’t moms×おじさんと小娘（2025年3月30日、神奈川県川崎市富士見公園／みっちーのみ）[16]
- スーパーパブリックビューイングV-MAX ミニライブ&ハーフタイムショー（2025年4月5日・6日、長崎県長崎市 長崎スタジアムシティ内ハピネスアリーナ）
- 汐留春のビアフェスタ2025（2025年4月12日、東京 汐留西公園）[17]
- 4thワンマンライブ「おじこむ戦隊！Zepp揺らすンジャー」（2025年4月28日、東京新宿 Zepp Shinjuku）
- 翔んでおじこむ。 in 大阪（2025年5月11日、大阪心斎橋 music de BAL FUNDELI）
- 鹿児島焼酎&ミュージックフェス in 渋谷（2025年5月18日、東京都 渋谷プライム5F グレイドパーク）
- りんりん祭り（2025年8月11日、長野県飯島町）

### テレビ番組

#### 特番
- レギュラー番組への道「世界うた旅」（NHK総合、2024年11月2日）[18]

#### タイアップ
- てゲてゲ（MBC南日本放送、2025年4月9日〜）- エンディング曲「nebotta!!」[19]
- NEWS NOW（MBC南日本放送、2025年6月）-2025年6月エンディング曲「敬具」[20]

#### VTR出演
- てゲてゲ（MBC南日本放送、2025年5月21日）

### ラジオ番組

#### レギュラー出演
- Smile SUMMIT（FM NACK5、2023年12月11日～2024年5月27日）- 『マイタウン presents 歌ってみTOWN』コーナーレギュラー[21]

#### ゲスト出演
- STREAM LIVE BREAKERS（YES-fm、2023年3月7日）
- STREAM LIVE BREAKERS（YES-fm、2023年3月21日）
- Smile SUMMIT（FM NACK5、2023年12月4日）
- おおすみおはようラジオ！（FMかのや、2024年4月19日）
- 769よいやんせ霧島（FMきりしま、2024年4月16日）
- Something μ（FM鹿児島、2024年4月24日）
- TICKET!（MBC南日本放送、2024年4月30日）
- フレンズルーム（フレンズFM、2024年7月16日）
- Yu.遊Thursday（FMきりしま、2024年7月18日）
- おおすみおはようラジオ！（FMかのや、2024年7月18日）
- Something μ（FM鹿児島、2024年7月22日）
- ビタミンとちぎ（CRT栃木放送、2025年3月17日）
- キラスタ（FM NACK5、2025年4月8日）
- MARIKAの夢工房（CRT栃木放送、2025年4月7日《みっちーのみ》、14日《manaのみ》、21日）
- 藤川貴央のちょうどえぇラジオ（ラジオ大阪、2025年5月13日）
- 大阪マネー物語（ラジオ大阪、2025年5月19日、26日）
- おおすみおはようラジオ！（FMかのや、2025年5月29日、電話出演）

### デュオ
- おじさんと小娘オフィシャルサイト『親戚の寄合』
- おじさんと小娘 - YouTubeチャンネル
- おじさんと小娘 (@ojitokom) - X（旧Twitter）
- おじさんと小娘 (@ojikomuuu) - Instagram
- ojitokom おじさんと小娘 (@ojitokom) - TikTok
- おじさんと小娘STAFF (@ojikom_staff) - X（旧Twitter）
- おじさんと小娘 - Apple Music
- おじさんと小娘 - Spotify
- おじさんと小娘 - YouTube Music
- おじさんと小娘 - Amazon Music
- おじさんと小娘 - LINE MUSIC
- おじさんと小娘 - AWA
- おじさんと小娘 - レコチョク
- おじさんと小娘 - mora
- おじさんと小娘 - animelo mix
- おじさんと小娘 - OTOTOY
- おじさんと小娘 - Rakuten music

### みっちー
- みっちー (@mitchy_ojitokom) - X（旧Twitter）
- みっちー@おじさんと小娘 (@mitchy_ojitokom) - Instagram

### mana
- mana@おじさんと小娘 (@mana_ojitokom) - X（旧Twitter）
- mana@おじさんと小娘 (@mana_ojitokom) - Instagram